# Noah (película de 2013)
Noah es un cortometraje estrenado en 2013. Escrito y dirigido por Walter Woodman y Patrick Cederberg, dos estudiantes de cine la Universidad de Ryerson. El corto cuenta la historia del rompimiento sentimental de Noah (Sam Kantor) con su novia Amy (Caitlin McConkie-Pirie) completamente en la pantalla del computador de Noah, en el cual usa páginas web y aplicaciones como Facebook, Skype, Youtube, Chatroulette y iTunes.
El corto debutó en el Festival Internacional de Cine de Toronto de 2013 (TIFF por sus siglas en inglés), donde ganó el premio a "Mejor cortometraje Canadiense". Posteriormente, ganó también el "Canadian Screen Award" como "Mejor corto dramático" en los segundos Canadian Screen Awards.

## Descripción
Noah es una película filmada sin usar cámaras de video tradicionales. Se usa software de captura de video para registrar la acción que ocurre en la pantalla del computador de los diferentes personajes. Inclusive, se usan múltiples computadores en tiempo real para generar la interacción requerida entre los actores. Este cortometraje pertenece a un nuevo género de cine que está surgiendo en los últimos años a partir de nuevas tecnologías llamado cine de captura de pantalla.

## Argumento
Noah se encuentra chateando por Skype con su novia Amy, ella le cuenta que tiene que decirle algo muy importante, sin embargo, la comunicación se interrumpe y no es posible volver a conectarse. Noah entra al perfil de Facebook de Amy, donde encuentra que ha cambiado la foto de perfil que tenía de ambos juntos, a una imagen donde ella aparece sola. Noah teme que Amy quiere acabar con él, así que decide investigar más a fondo esta situación. Se encuentra que hay un hombre, Dylan, comentando en casi todas las fotos de Amy, Noah teme lo peor.
Después de pedirle consejo a su amigo por el chat de Facebook, Noah decide acceder a la cuenta de Amy pues sabe su contraseña. Revisa mensaje tras mensaje hasta encontrar la comunicación con Dylan. Parece ser que Amy y Dylan tienen una conexión muy cercana, entonces Noah asume que su relación con Amy va a terminar. Estando en el perfil de Amy, cambia el estado de la relación a “soltera”. Eventualmente, Amy se entera de que su novio ha estado editando su perfil sin su consentimiento y decide bloquear a Noah.
Noah con el corazón roto parte en una aventura por el sitio de video chat anónimo chatroullete, donde luego de unos encuentros inesperados con caballeros en modo de auto placer, y con unas adolescentes en pijamada, se encuentra con Lilly, una joven mujer que llama la atención de Noah. Luego de conversar por un rato, Noah le muestra su correo electrónico sin embargo esta chica se desconecta y el que recibe la dirección de correo electrónico es un caballero que está dándose auto placer.
Pasa un tiempo y Noah aun no es desbloqueado por Amy. En una conversación con su amigo, se revela que Dylan, el supuesto tormento de Amy, es en realidad un amigo gay.

## Personajes
- Sam Kantor: Noah.
- Caitlin McConkey-Pirie: Amy.
- Nina Iordanova: Lilly.

## Producción
De acuerdo a Woodman y Cederberg, la producción costó alrededor de "USD$300 entre pizzas y cervezas". Inicialmente, en un periodo de dos meses se crearon perfiles falsos en diferentes redes sociales para hacerlos más reales y tener contactos. Para conseguir los actores, los cineastas pusieron un anuncio en la página web mandy.com, un sitio web donde se ponen anuncios para solicitar audiciones de actores. Una vez consiguieron los actores, en un par de noches se coreografió la secuencia de eventos: los actores solo debían hablar y actuar, fueron los directores los que en 3 computadores digitaban y chateaban entre ellos para no complicar el rol de los actores.

## Premios y nominaciones
- Mejor Corto Canadiendse - (Festival internacional de cine de Toronto 2013)

- Mejor Corto de dramático - (2nd Canadian screen awards)